# Ivan Righini
Ivan Righini, précédemment Ivan Vadimovich Bariev (en russe : Иван Вадимович Бариев), né le 16 juin 1991 à Moscou en Russie, est un patineur artistique russe puis italien. Il représente d'abord la Russie dans les compétitions internationales de 2007 à 2013, puis l'Italie à partir de 2013. Il est quadruple champion d'Italie (2014 à 2017).

## Biographie

### Carrière pour la Russie (2007-2013)
Ivan Righini est né à Moscou sous le nom d'Ivan Bariev, le nom de son père. Il commence le patinage à 6 ans. Il fait tout son apprentissage au club Moskvich et patine avec Marina Kudryavtseva de 10 à 19 ans.
Il représente la Russie au début de sa carrière sportive sous le nom d'Ivan Bariev. Il est champion de Russie junior 2009 et participe à trois championnats de Russie senior (2008, 2011 et 2012). Sur le plan international il participe à plusieurs compétitions de second ordre: Coupe de Nice, Nebelhorn Trophy, International Challenge Cup, Golden Spin, Ice Challenge, NRW Trophy. Il patine également aux championnats du monde junior en 2008 à Sofia.

### Carrière pour l'Italie (2013-2018)
Ivan Righini décide de patiner pour l'Italie en 2013 et de prendre le nom de jeune fille de sa mère Righini. Il domine le patinage italien depuis 2014 en étant quadruple champion d'Italie (2014 à 2017)
Il reçoit la permission de la fédération de Russie de patiner pour l'Italie en mai 2013. Il fait ses débuts pour son nouveau pays à la Coupe Merano 2013. Après avoir participé aux championnats du monde 2014 à Saitama (13e), il fait ses débuts en Grand Prix ISU lors de la saison 2014-2015 à la Coupe de Russie et au Trophée NHK. En 2015, il patine pour la première fois aux championnats d'Europe à Stockholm où il entre dans le top 10 continental avec la 8e place.

## Palmarès
| Compétition                   | 2008    | 2009    | 2010    | 2011    | 2012    | 2013    | 2014    | 2015    | 2016    | 2017    | 2018    |  |  |  |
| Jeux olympiques d'hiver       |         |         |         |         |         |         |         |         |         |         |         |  |  |  |
| Championnats du monde         |         |         |         |         |         |         | 13e     | 25e     | 12e     | F       |         |  |  |  |
| Championnats d’Europe         |         |         |         |         |         |         |         | 8e      | 6e      | 13e     |         |  |  |  |
| Championnats de Russie        | 7e      |         |         | 9e      | 6e      |         |         |         |         |         |         |  |  |  |
| Championnats d'Italie         |         |         |         |         |         |         | 1er     | 1er     | 1er     | 1er     | 2e      |  |  |  |
| Championnats du monde juniors | 7e      |         |         |         |         |         |         |         |         |         |         |  |  |  |
|                               |         |         |         |         |         |         |         |         |         |         |         |  |  |  |
| Grand Prix ISU                | 2007/08 | 2008/09 | 2009/10 | 2010/11 | 2011/12 | 2012/13 | 2013/14 | 2014/15 | 2015/16 | 2016/17 | 2017/18 |  |  |  |
| Coupe de Chine                |         |         |         |         |         |         |         |         | 10e     |         |         |  |  |  |
| Trophée de France             |         |         |         |         |         |         |         |         |         | 11e     |         |  |  |  |
| Coupe de Russie               |         |         |         |         |         |         |         | 11e     | 8e      |         |         |  |  |  |
| Trophée NHK                   |         |         |         |         |         |         |         | 10e     |         |         |         |  |  |  |
| Légende : F= Forfait          |         |         |         |         |         |         |         |         |         |         |         |  |  |  |